# Il Sangue verde
Il Sangue verde es una película del año 2010.

## Sinopsis
Enero de 2010, Rosarno, Calabria. Los medios retransmiten las manifestaciones de emigrantes, desvelando las condiciones deplorables e injustas padecidas a diario por miles de trabajadores africanos, aplastados por una economía controlada por la mafia calabresa. Por un instante, los emigrantes llaman la atención de los italianos, que responden a sus reivindicaciones con miedo y violencia. Los emigrantes son “evacuados” de Rosarno en cuestión de horas, “resolviendo” el problema. Pero los rostros y las historias de los participantes cuentan algo muy diferente.